# 方莞靈
方莞靈（1999年12月1日—）是台灣女子舉重運動員，嘉義縣阿里山鄉鄒族人，成長於台南市柳營區。她代表台灣參加2020年夏季奧林匹克運動會，在女子49公斤級項目奪得第4名。
曾奪得2018年亞洲青年暨青少年舉重錦標賽舉重女子48公斤級金牌。

## 外部連結
- 方莞靈在IWF（英语）
- 方莞靈在Olympics.com（英语）
- 方莞靈在Olympedia（英语）
- 方莞靈的Instagram帳戶